# Zeria neumanni
Zeria neumanni är en spindeldjursart som först beskrevs av Kraepelin 1903.  Zeria neumanni ingår i släktet Zeria och familjen Solpugidae. Inga underarter finns listade i Catalogue of Life.